# 中華世紀壇

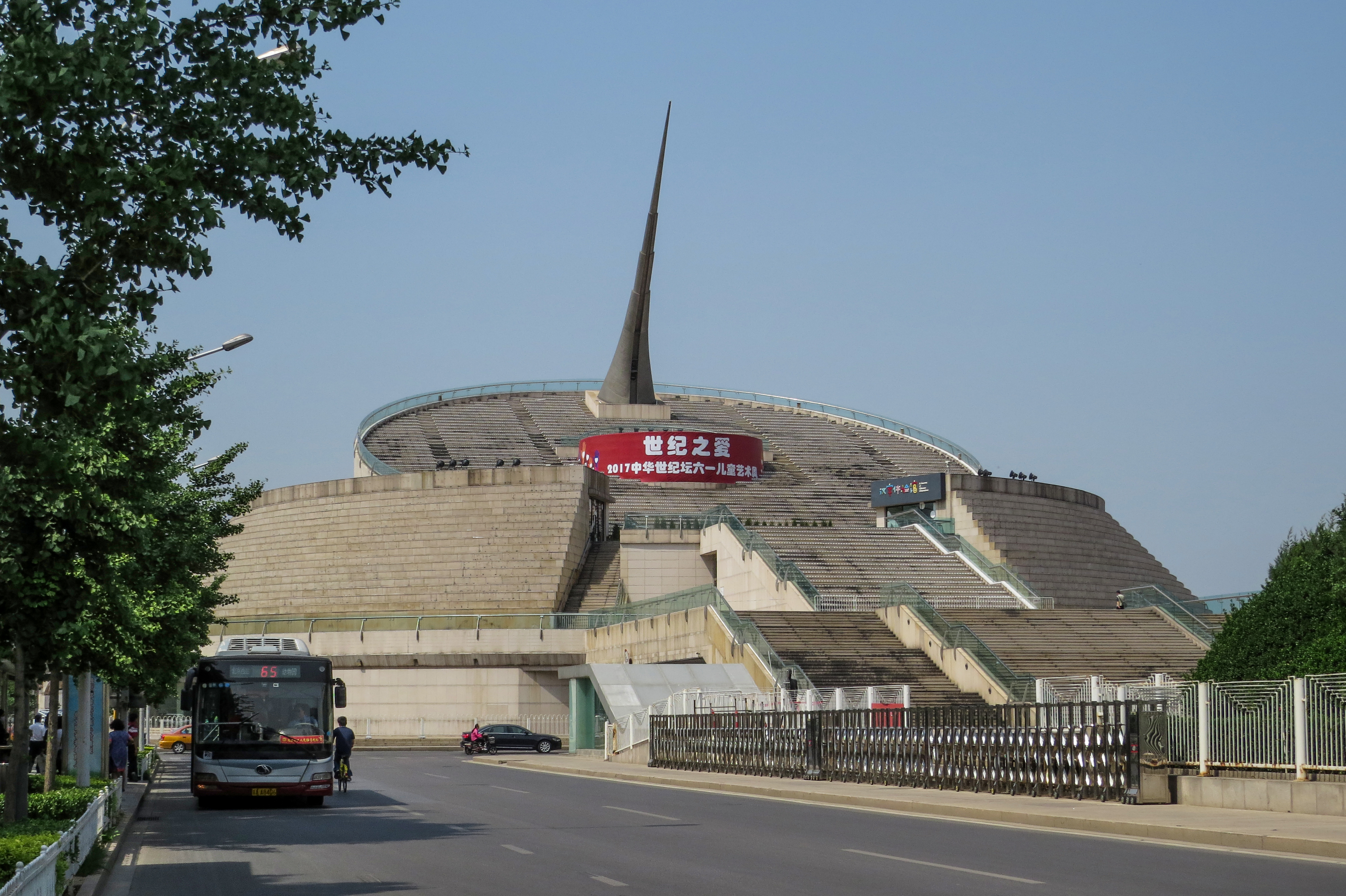
中華世紀壇

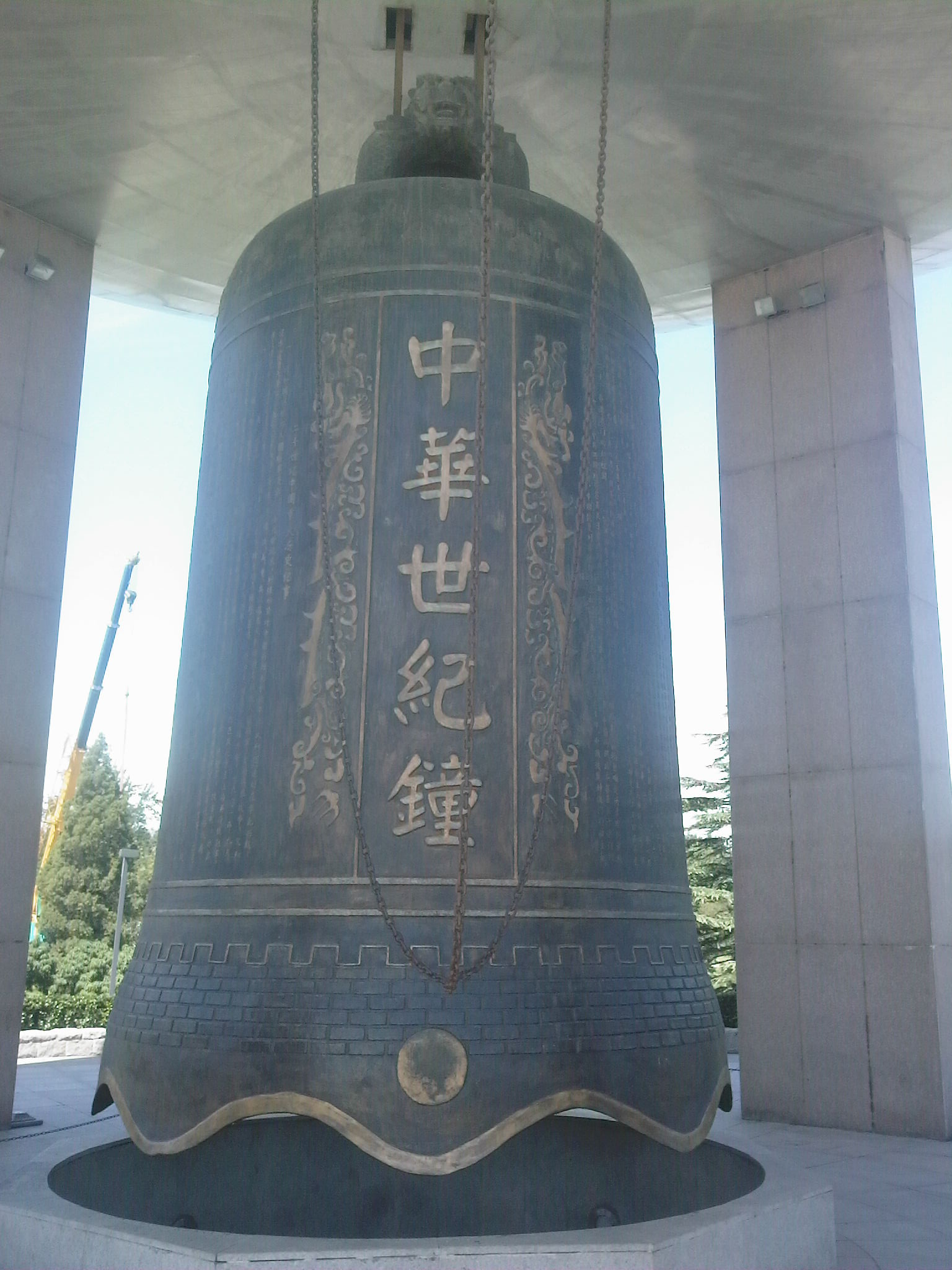
中華世紀鐘

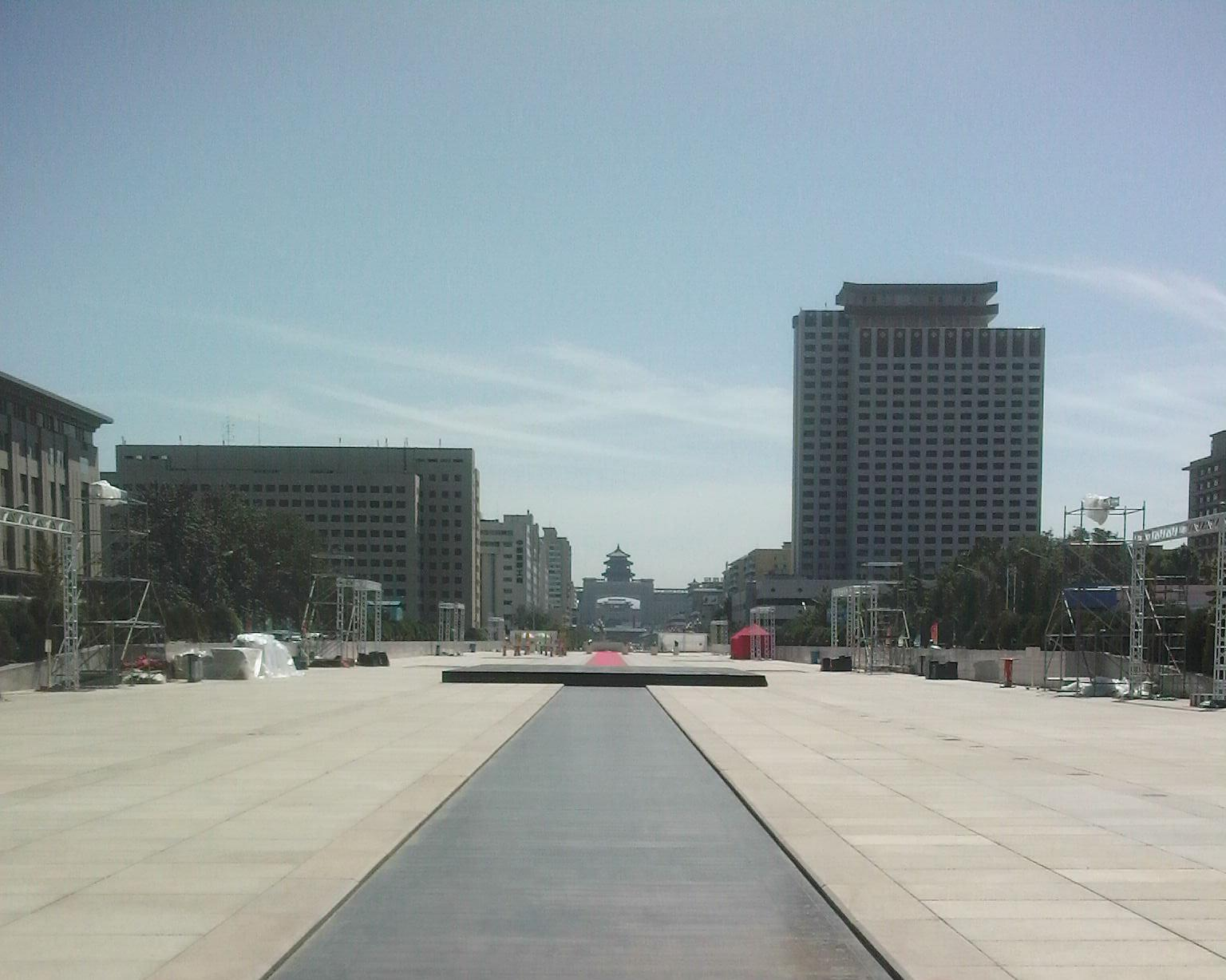
青铜甬道

中華世紀壇（ちゅうかせいきたん、中国語：中华世纪坛、拼音：Zhōnghuá shìjìtán、英語：China Millennium Monument）は、中華人民共和国北京市にあるモニュメント。

## 概要
皇帝が豊作を祈念した建築物である天壇にならい、北京市が約2億元を投じて1999年に建設したモニュメントである。同年12月31日（大晦日）の深夜に、江沢民総書記（当時）が、20世紀最後の一大政治宣伝イベントである「2000年祝賀会」を開催した場所として知られる。
世紀壇の南側にある聖火台には、北京原人の化石が見つかった周口店遺跡で採った火が点火された。これは「中華民族の文明の火」として永遠に灯し続けられる。

## 中華世紀鐘
新たに造られた鐘は、「高さ6.8メートル、直3.38メートル、重量50トン」と、世界最大級のものである。「2000年祝賀会」では、21世紀の到来を意味する21の除夜の鐘が鳴らされた。

## 関連事項
- 中華世紀壇・世界芸術館
- 天壇公園
- 月壇公園
- 日壇公園
- 嫦娥1号

## 参照
- 中華世紀壇
- 博物館-中華世紀壇世界芸術館

## アクセス
- 北京西駅
- 北京地下鉄1号線・軍事博物館駅